# Eduardo Landazury
Eduardo Landazury (17 de abril de 1966) es un deportista colombiano que compitió en judo. Ganó una medalla de bronce en los Juegos Panamericanos de 1987, en la categoría de –65 kg.

## Palmarés internacional
| Juegos Panamericanos | Juegos Panamericanos          | Juegos Panamericanos | Juegos Panamericanos |
| Año                  | Lugar                         | Medalla              | Categoría            |
| -------------------- | ----------------------------- | -------------------- | -------------------- |
| 1987                 | Indianápolis (Estados Unidos) | Medalla de bronce    | –65 kg               |